# 1967–1968-as NHL-szezon
Az 1967–1968-as NHL-szezon az ötvenegyedik NHL-szezon volt. Ebben a szezonban megduplázódott a csapatok száma, miután hat új csapat jött létre. Az új csapatok a nyugati divízióba, az eredeti hat csapat a keleti divízióba került. A tizenkét csapat egyenként 74 mérkőzést játszott. A Montréal Canadiens nyerte a Stanley-kupát az új St. Louis Blues ellen.

## A liga üzleti változásai
Ebben a szezonban bővült a liga a „Hat Eredeti” (Original Six) csapattól tizenkettőre, miután hat új csapat jött létre: a St. Louis Blues, a California Seals, a Philadelphia Flyers, a Minnesota North Stars, a Pittsburgh Penguins és a Los Angeles Kings. 1967. december 8-án a California Seals átkeresztelte magát Oakland Sealsre, majd 1970-ben California Golden Sealsre. A bővülés miatt újra lett rendezve a liga struktúrája: a hat eredeti csapat a keleti divízióba, a hat új csapat a nyugati divízióba került. Ezen felül a menetrendet meghosszabbították – minden csapat ettől kezdve 74 meccset játszott, ebből ötvenet a csoporttársak ellen és huszonnégyet a másik csoportban lévő csapatok ellen. Új formája lett a rájátszásnak is: csoportonként az első négy helyen végző csapat került be a rájátszásba. A negyeddöntők és az elődöntők divízión belül történtek. Az első helyezett a harmadik helyezett ellen, a második helyezett a negyedik helyezett ellen játszott a negyeddöntőben, majd a két győztes csapat egymás ellen az elődöntőben; a keleti csoport győztese a már létező Prince of Wales-trófeát nyerte, a nyugati az új Clarence S. Campbell-tálért. Így, két divízióból egy-egy csapat jutott a Stanley-kupáért vívott döntőbe. Minden széria hét meccsből álló, négy győzelemig tartó párharc volt.
Ebben a szezonban alapította a liga a Bill Masterton-emlékkupát, Bill Masterton emlékére. Masterton 1968. január 15-én meghalt, miután egy mérkőzés folyamán súlyosan megsérült. Ez volt az első (és eddig az egyetlen) alkalom, hogy egy meccsben szenvedett sérülés volt egy NHL-játékos halálának oka.
A draft szabályait is módosították: csak legalább 20 éves korú játékosokat lehetett draftolni.
Sok játékos volt ebben az évben, aki nem volt hajlandó az ajánlott szerződést aláírni. A New York Rangers három játékosát – Rod Gilbert-t, Arnie Brownt és Orland Kurtenbachot – 500 dolláros pénzbírsággal sújtotta. A Flyers játékosa, Ed Van Impe volt az első kitartó, utána többen is visszatartották aláírásukat: Earl Ingarfield és Al MacNeil következett, majd a Torontóban játszó Tim Horton, a Detroitban játszó Norm Ullman és Chicago két játékosa, Stan Mikita és Ken Wharram. Alan Eagleson vezetése alatt megalakult az NHL Játékosok Szervezete

## Az alapszakasz
1967. október 11-én lőtte Jean Béliveau pályafutása 400-ik gólját a Pittsburgh Penguins elleni mérkőzés folyamán; Hank Bassen volt a Penguins kapusa.
A Canadiens gyengén kezdte a szezont. Az első nyugati úton 2:1-re kapott ki a Sealstől, majd 4:2-es eredménnyel győzött ellenük a Kings. Decemberre már utolsó helyen ült a Habs. Azonban januárban felébredt a csapat. Zsinórban 12 mérkőzést nyertek, majd még tíz meccsen is diadalmaskodhattak. A csapat így felküzdötte magát az első helyre, és a szezon végéig ott is maradt. Gump Worsley kapusnak köszönhették a sikert.
1968. február 24-én Rogatien Vachon montreali kapus négy gólt engedett be miközben Rod Gilbert tizenhatszor lőtt kapura, amely rekord volt a ligában.
Megint Ed Giacomin vezette a ligát nyolc shutouttal, amivel második helyre segítette a Rangerst. Kőzben Jean Ratellet is már sztárnak számított.
Egy hatalmas fontosságú játékoscserében a Boston Chicagótól három játékost kapott: Fred Stanfieldet, Ken Hodge-t és Phil Espositót. Az ő érkezésük és Bobby Orr sztárrá válása nagy javulást eredményezett a Boston játékában, és a szezon végén a Bruins szerezte a legtöbb gólt. Esposito 84 pontot szerzett, és Boston bekerült a rájátszásba, közel tíz év után először.
Ezzel ellentétben, a Chicago Black Hawks nagyot csúszott, Bobby Hull és Stan Mikita magas szintű játéka ellenére, és csak nagy nehezen jutottak be a rájátszásba. A csapat gyenge védekezése volt ennek az oka.
A Red Wings utolsó helyen végzett, az erős támadóképessége ellenére. A detroiti támadást Gordie Howe, Alex Delvecchio és Norm Ullman vezette. Egy játékoscsere Torontóval, amiben a Red Wings Ullmanért és Paul Hendersonért Frank Mahovlichet és Garry Ungert kapta, sem segített sokat. Viszont 1968. március 24-én Mahovlich lett a tizenegyedik játékos aki elérte a 300-gólos határt.
A kupavédő Toronto Maple Leafs továbbra is jól védekezett, de több probléma miatt nem tudott bekerülni a rájátszásba. Több szerződési vita folyt, és Punch Imlach edző ideges természete sem segített a helyzeten.
A nyugati divízió első alapszakasz bajnoka a Philadelphia Flyers lett. Bár a támadójáték gyenge volt, (Leon Rochefort volt a legeredményesebb, mindössze 21 góllal), a Bernie Parent és Doug Favellből álló kapus duó meglepően jól játszott. Gary Dornhoefer, Ed Van Impe, Larry Zeidel és Forbes Kennedy durva játéka már az első napoktól kezdve az eljövendő "Broad Street Bullies" („Broad-utcai huligánok”) korszakára utalt.
A sportírók a Los Angeles Kingstől azt várták, hogy utolsó helyen végez a szezonban. Viszont a Kings a második helyen fejezett, csak egy ponttal az első helyben végző Flyers mögött. Bill Flett 26, Eddie Joyal 23 gólt lőtt. A Kings bizonyult legsikeresebbnek a régi csapatok ellen: a huszonnégy mérkőzésből tízet megnyert.
Oakland volt a legesélyesebb a bajnokság előtt a csoportgyőzelemre, de ellenkezőleg, utolsó lett, csekély közönség előtt játszva. Kent Douglas hátvéd, aki első szezonjában megnyerte a Calder-emlékkupát, nagyon rosszul szerepelt, és végre a Seals elcserélte a Detroittal, Ted Hampsonért és Bert Marshallért.
Bár a Chicago öregnek tekintette Glenn Hallt, a St. Louis Blues a bővítési drafton őt választotta, amit Hall kitűnő játékkal hálált meg: öt shutoutja harmadik helyre segítette csoportjában a Bluest. A Blues támadó sztárja Red Berenson volt. Az addigi karrierje során Berenson 185 meccsen csak 45 pontot szerzett; a Blues-zal 55 meccs alatt majdnem megduplázta az addigi termelését.
Az ötödik helyen végző Pittsburgh Penguinsnek nem sok siker jutott. Mindkét kapus és kilencen a tíz legjobb pontszerző közül már harminc évnél is idősebb volt. Az öregedő csapat se támadásban, se védekezésben nem tudott sokra jutni.
Negyedik helyezése ellenére a Minnesota North Stars aránylag jól szerepelt. Wayne Connelly 35 góllal volt a nyugati divízió gólkirálya. Tragédia történt 1968. január 14-én, egy North Stars – Seals mérkőzés folyamán. Két oaklandi játékos, Larry Cahan és Ron Harris – keményen, de tisztán – egyszerre ütközött Bill Mastertonnal, aki hátra esett, és fejét keményen a jégbe verte. Kórházba siettek vele, de a sérülés súlyossága miatt nem tudták operálni, és másnap reggelre Masterton meghalt. Masterton volt az első játékos az NHL történelmében, és az első a felnőttek között, aki egy mérkőzésen szenvedett sérülésbe halt bele.

## Tabella
Megjegyzés: a vastagon szedett csapatok bejutottak a rájátszásba
| Keleti divízió      | MSz | Gy | V  | D  | P  | SzG | KG  |
| ------------------- | --- | -- | -- | -- | -- | --- | --- |
| Montréal Canadiens  | 74  | 42 | 22 | 10 | 94 | 236 | 167 |
| New York Rangers    | 74  | 39 | 23 | 12 | 90 | 226 | 183 |
| Boston Bruins       | 74  | 37 | 27 | 10 | 85 | 259 | 216 |
| Chicago Black Hawks | 74  | 32 | 26 | 16 | 80 | 212 | 222 |
| Toronto Maple Leafs | 74  | 33 | 31 | 10 | 76 | 209 | 176 |
| Detroit Red Wings   | 74  | 27 | 35 | 12 | 66 | 245 | 257 |

| Nyugati divízió       | MSz | Gy | V  | D  | P  | SzG | KG  |
| --------------------- | --- | -- | -- | -- | -- | --- | --- |
| Philadelphia Flyers   | 74  | 31 | 32 | 11 | 73 | 173 | 179 |
| Los Angeles Kings     | 74  | 31 | 33 | 10 | 72 | 200 | 224 |
| St. Louis Blues       | 74  | 27 | 31 | 16 | 70 | 177 | 191 |
| Minnesota North Stars | 74  | 27 | 32 | 15 | 69 | 191 | 226 |
| Pittsburgh Penguins   | 74  | 27 | 34 | 13 | 67 | 195 | 216 |
| Oakland Seals         | 74  | 15 | 42 | 17 | 47 | 153 | 219 |

## Kanadai táblázat
| Játékos         | Csapat              | MSz | G  | A  | P  | B  |
| --------------- | ------------------- | --- | -- | -- | -- | -- |
| Stan Mikita     | Chicago Black Hawks | 72  | 40 | 47 | 87 | 14 |
| Phil Esposito   | Boston Bruins       | 74  | 35 | 49 | 84 | 21 |
| Gordie Howe     | Detroit Red Wings   | 74  | 39 | 43 | 82 | 53 |
| Jean Ratelle    | New York Rangers    | 74  | 32 | 46 | 78 | 18 |
| Rod Gilbert     | New York Rangers    | 74  | 29 | 48 | 77 | 12 |
| Bobby Hull      | Chicago Black Hawks | 71  | 44 | 31 | 75 | 39 |
| Norm Ullman     | Detroit Red Wings   | 71  | 35 | 37 | 72 | 28 |
| Alex Delvecchio | Detroit Red Wings   | 74  | 22 | 48 | 70 | 14 |
| John Bucyk      | Boston Bruins       | 72  | 30 | 39 | 69 | 8  |
| Ken Wharram     | Chicago Black Hawks | 74  | 27 | 42 | 69 | 18 |

## Kapusok statisztikái
| Játékos         | Csapat              | MSz | Gy | V  | D  | Perc | KG  | SO | KGÁ  |
| --------------- | ------------------- | --- | -- | -- | -- | ---- | --- | -- | ---- |
| Gump Worsley    | Montréal Canadiens  | 40  | 19 | 9  | 8  | 2213 | 73  | 6  | 1.98 |
| Johnny Bower    | Toronto Maple Leafs | 43  | 14 | 18 | 7  | 2239 | 84  | 4  | 2.25 |
| Doug Favell     | Philadelphia Flyers | 37  | 15 | 15 | 6  | 2192 | 83  | 4  | 2.27 |
| Bruce Gamble    | Toronto Maple Leafs | 41  | 19 | 13 | 3  | 2204 | 85  | 5  | 2.32 |
| Ed Giacomin     | New York Rangers    | 66  | 36 | 20 | 10 | 3940 | 160 | 8  | 2.44 |
| Glenn Hall      | St. Louis Blues     | 49  | 19 | 21 | 9  | 2858 | 118 | 5  | 2.48 |
| Rogatien Vachon | Montréal Canadiens  | 39  | 23 | 13 | 2  | 2227 | 92  | 4  | 2.48 |
| Bernie Parent   | Philadelphia Flyers | 38  | 16 | 17 | 5  | 2248 | 93  | 4  | 2.48 |
| Seth Martin     | St. Louis Blues     | 30  | 8  | 10 | 7  | 1552 | 67  | 1  | 2.59 |
| Denis DeJordy   | Chicago Black Hawks | 50  | 23 | 15 | 11 | 2838 | 128 | 4  | 2.71 |

## Stanley-kupa rájátszás
A keleti divízióban a csoportbajnok Canadiens a harmadik helyezett Boston Bruins ellen játszott. Ez volt a Bruins első szereplése a rájátszásban 1959 óta, de nem sikerült a Canadienst lelassítani: a montrealiak sorozatban négy meccset nyertek, és továbbjutottak. A másik keleti negyeddöntőben Bobby Hull és Stan Mikita vezetésével a negyedik helyezett Black Hawks megverte az erősebb Rangerst, 4:2-es győzelemaránnyal. Az elődöntőben viszont a chicagóiak sem tudták megállítani a Canadienst. Bár egy mérkőzést megnyert a Black Hawks, a Canadiens könnyen bejutott a döntőbe.
Nyugaton mind a négy csapatnak ez volt az első szereplése a rájátszásban. A divízióbajnok Philadelphia Flyers a harmadik helyezett St. Louis Blues-zal küzdött. A Blues kapusa, Glenn Hall, kitűnően játszott, és Scotty Bowman edző irányítása alatt megnyerték a szériát – de mind a hét meccset le kellett játszani, miután az első hat mérkőzés után a két csapatnak három-három győzelme volt. A negyedik helyezett Minnesota North Stars is hét meccs alatt verte meg a Los Angeles Kingst. Az elődöntőben a Blues 4:3-as győzelemaránnyal verte meg a North Stars.

### Döntő
A döntőben a Canadiens továbbra is megállíthatatlannak bizonyult, és zsinorban négy győzelemmel a Blues felett megnyerték a Stanley-kupát. Glenn Hall csodálatosan játszott a harmadik meccsben, 42 lövést védett ki. Hall kitűnő játéka alapján – az egész rájátszásban – őt választottak a rájátszás legértékesebb játékosaként.
Montréal Canadiens vs. St. Louis Blues
| Dátum     | Idegenben          | Eredmény | Otthon             | Eredmény | Megjegyzés |
| --------- | ------------------ | -------- | ------------------ | -------- | ---------- |
| Május 5.  | Montréal Canadiens | 3        | St. Louis Blues    | 2        | (hossz.)   |
| Május 7.  | Montréal Canadiens | 1        | St. Louis Blues    | 0        |            |
| Május 9.  | St. Louis Blues    | 3        | Montréal Canadiens | 4        | (hossz.)   |
| Május 11. | St. Louis Blues    | 2        | Montréal Canadiens | 3        |            |

A hét mérkőzésből álló párharcot (négy győzelemig tartó sorozatot) a Montreal nyerte 4:0-ra, így ők lettek a Stanley-kupa bajnokok.

## NHL-díjak
- Prince of Wales-trófea (keleti divízió bajnoka) — Montréal Canadiens
- Clarence S. Campell-tál (nyugati divízió bajnoka) – St. Louis Blues
- Art Ross-trófea (alapszakasz pontkirálya) – Stan Mikita, Chicago Black Hawks
- Bill Masterton-emlékkupa (kitartás, sportszerűség, odaadás) – Claude Provost, Montréal Canadiens
- Calder-emlékkupa – Derek Sanderson, Boston Bruins
- Conn Smythe-trófea (rájátszás legértékesebb játékosa) – Glenn Hall, St. Louis Blues
- Hart-emlékkupa (legértékesebb játékos) – Stan Mikita, Chicago Black Hawks
- James Norris-emlékkupa (legjobb hátvéd) – Bobby Orr, Boston Bruins
- Lady Byng-emlékkupa (legsportszerűbb játékos) – Stan Mikita, Chicago Black Hawks
- Plusz/minusz vezető – Dallas Smith, Boston Bruins
- Vezina-trófea (legjobb kapusok) – Rogatien Vachon és Gump Worsely, Montréal Canadiens
- Lester Patrick-trófea (USA-i hoki iránti szolgálat) – Thomas F. Lockhart, Walter A. Brown és John Kilpatrick tábornok

### Első All-Star csapat
- Kapus: Gump Worsley, Montréal Canadiens
- Hátvéd: Bobby Orr, Boston Bruins
- Hátvéd: Tim Horton, Toronto Maple Leafs
- Center: Stan Mikita, Chicago Black Hawks
- Balszélső: Bobby Hull, Chicago Black Hawks
- Jobbszélső: Gordie Howe, Detroit Red Wings

### Második All-Star csapat
- Kapus: Ed Giacomin, New York Rangers
- Hátvéd: Jean-Claude Tremblay, Montréal Canadiens
- Hátvéd: Jim Neilson, New York Rangers
- Center: Phil Esposito, Boston Bruins
- Balszélső: John Bucyk, Boston Bruins
- Jobbszélső: Rod Gilbert, New York Rangers

## Debütálók
Itt a fontosabb debütálók szerepelnek, első csapatukkal. A csillaggal jelöltek a rájátszásban debütáltak.
- Bobby Schmautz, Chicago Black Hawks
- Bill White, Los Angeles Kings
- Walt McKechnie, Minnesota North Stars
- Mickey Redmond, Montréal Canadiens
- Jacques Lemaire, Montréal Canadiens
- Garry Monahan, Montréal Canadiens
- Walt Tkaczuk, New York Rangers
- Dennis Hextall, New York Rangers (első meccse a rájátszásban volt)
- Simon Nolet, Philadelphia Flyers
- Barclay Plager, St. Louis Blues
- Garry Unger, Toronto Maple Leafs

## Visszavonulók
Itt a fontosabb olyan játékosok szerepelnek, akik utolsó NHL-meccsüket ebben a szezonban játszották.
- Bill Masterton, Minnesota North Stars
- Bronco Horvath, Minnesota North Stars
- Bernie Geoffrion, New York Rangers
- Dickie Moore, St. Louis Blues
- Don McKenney, St. Louis Blues